# Carlos Gil Gómez
Carlos Gil Gómez (nacido el 22 de febrero de 1968 en Madrid, Comunidad de Madrid) es un exjugador de baloncesto español. Con 1.85 metros de estatura, jugaba en la posición de base

## Trayectoria deportiva

### Formación
Se formó en las categorías inferiores del Colegio San Viator de Madrid (el mismo colegio donde jugaron Juan Antonio Corbalán y Carlos Jiménez Sánchez) y en el Cajamadrid.

### Profesional
Siendo un extraordinario caso de precocidad, forma parte de la primera plantilla del Cajamadrid con únicamente 16 años, jugando las dos primeras temporadas en ACB, la primera de ellas el equipo alcalaíno se clasificó para las competiciones europeas, y la segunda descendió de categoría, las dos siguiente temporadas jugaría en Primera B. Después jugaría en otro equipo modesto de la Comunidad de Madrid, el CB Collado Villalba, jugando en el equipo de la Sierra de Guadarrama durante otros cuatro años, con diferentes denominaciones como BBV y Atlético de Madrid, hasta que el equipo madrileño desaparece, el jugador sale de Madrid y juega durante 4 años más en la Liga ACB, en el CB Breogán (1992-1995) y en el Grupo AGB Huesca (1995-1996). Jugó en ACB un total de 320 encuentros  con un promedio de 6,1 puntos por partido. Reparte 776 asistencias en total para un promedio de 2,43 por partido, colacándose entre los 50 mayores asistentes de la historia de la ACB. Jugaría durante 7 años más hasta el 2003 en divisiones inferiores del baloncesto español, en LEB, LEB2 Y EBA.